# Gnathia maxillaris
Gnathia maxillaris är en kräftdjursart som först beskrevs av Montagu 1804.  Gnathia maxillaris ingår i släktet Gnathia och familjen Gnathiidae. Inga underarter finns listade i Catalogue of Life.

## Bildgalleri

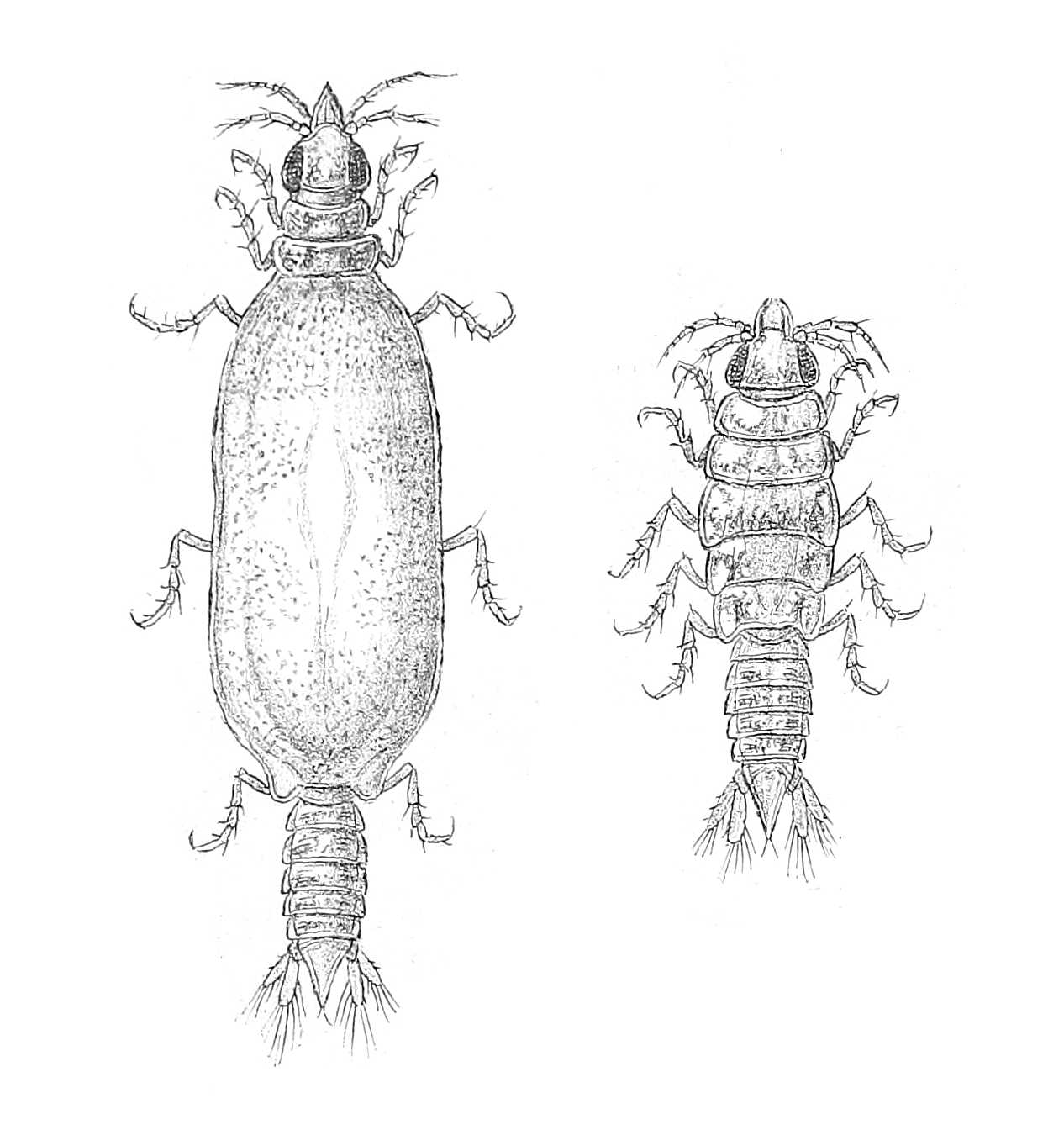